# Trackmania2
Trackmania 2 (afgekort als TM² of TM2) is een in 2011 verschenen racespel voor de PC. Het spel is ontwikkeld door Nadeo en gepubliceerd door Ubisoft. Het spel werd aangekondigd op het 'Parijs Game Festival' op 19 september 2009.

## Achtergrond
Trackmania 2 is het vervolg op Trackmania en heeft net als zijn voorgangers (uitgezonderd Trackmania United en Trackmania Nations en de uitbreidingen van deze versies) drie nieuwe spelomgevingen. Deze worden apart worden gepubliceerd en verkocht.
In april 2011 publiceerde Nadeo enkele puzzelstukjes die je in het spel van United en Nations kon downloaden. Als je alle puzzelstukjes had verzameld, kreeg je een screenshot te zien van de nieuwe omgeving Canyon. Er zijn drie screenshots in totaal als puzzels vrijgegeven. Andere screenshots van het spel staan op de officiële website.
Niet lang na de screenshots werd op 20 april 2011 op YouTube door Ubisoft een teaser van het spel vrijgegeven. Op 23 april 2011 gaf Florent van het Nadeo team op de Gamers Assembly 2011 een nieuwe trailer vrij van Trackmania2 Canyon. Op 26 april 2011 kwam er een nog een trailer vrij die zowel op de nieuwe site als op het YouTubekanaal van Ubisoft werd gelanceerd.
Op woensdag 10 augustus werd door Annki van het Nadeo Team via het ManiaPlanet Blog officieel aangekondigd dat de betaversie van het spel op 17 augustus te koop zou zijn voordat het complete spel van TrackMania 2: Canyon beschikbaar zou worden. Ieder die van 17 augustus tot de release van de game heeft besteld kreeg de mogelijkheid deze beta versie van het spel te downloaden, die op 14 september 2011 is geüpgraded naar het volledige spel.

## Speelomgevingen
Trackmania 2 kent drie nieuwe speelomgevingen, waarvan de eerste inmiddels beschikbaar is: Canyon. Valley is de andere genoemde speelomgeving, maar daarover is nog vrij weinig bekend.

## Speelwijze (Gameplay)
Volgens de makers van het spel zullen alle oude speltypes ook in Trackmania 2 zitten, met een paar nieuwe speltypes en veel verbeteringen online. Hierover is verder nog niets bekend.
Naast de mogelijkheid om banen te creëren is er een nieuw en verbeterd Maniascript aanwezig, dat ervoor moet zorgen dat spelers zelf nieuwe dingen aan het spel kunnen toevoegen.